# Amt Hilders
Das Amt Hilders (ursprünglich: Amt Auersberg) war ein Amt des Hochstifts Würzburg.

## Geschichte
Kern der Machtausübung im Gebiet war die Auersburg. Nachdem sich der Fuldaer Fürstabt Bertho IV. und der Würzburger Bischof Berthold II. von Sternberg zur Beilegung einer 1282 ausgetragenen Fehde um ihr Grenzgebiet geeinigt hatten, ging die Auersburg 1290 in den Besitz Würzburgs über. Im Rahmen der Territorialisierung entstand aus dem dazu gehörigen Besitz das Amt Auersberg. Nach der Zerstörung der Auersburg 1525 im Pfälzischen Bauernkrieg wurde der Amtssitz nach Hilders verlegt. Das Amt wurde im ausgehenden Mittelalter mehrfach verpfändet. Unter Rudolf II. von Scherenberg wurde die letzte Verpfändung eingelöst.
Die Statistik des Hochstiftes Würzburg von 1699 nennt 367 Untertanen in 5 Dörfern und 5 Höfen. Als jährliche Einnahmen des Hochstiftes aus dem Amt wurden abgeführt: Schatzung: 65 Reichstaler, Akzise und Ungeld: 256 fl und Rauchpfund: 373 Pfund.
Nach dem Übergang an Kurpfalz-Bayern 1802 wurde das Amt aufgehoben und die Orte dem Landgericht Hilders zugeordnet.

## Umfang
Zum Amt gehörten die 5 Dörfer Hilders, Lahrbach, Reulbach, Simmershausen und Wickers. Dazu kamen der die 5 Höfe Brauertshof, Julierhof, Rommelsrain, Schandenhof, Struthof und die Wüstungen Grumbach und Sorg.
Zum Centgericht gehörten außerdem die fuldischen Orte Batten, Findlos, Seiferts und Thaiden, die thüngisch-tannisch-schenkischen Orte Boppenrod, Brand, Melperts und Wüstensachsen, die steinrückischen Orte Reulbach, Umbrastein, Aura und Schwambach. 